# Лисичкин, Вячеслав Игоревич
Вячеслав Игоревич Лисичкин (бел. Вячаслаў Ігаравіч Лісічкін; родился 10 августа 1980, Мурманск, СССР) — белорусский хоккеист, левый нападающий. Мастер спорта Республики Беларусь международного класса.

## Биография
- Хоккеем начал заниматься в Мурманске, позже играл также в Череповце.
- Лисичкин начал выступать за Неман в сезоне-1998/99. С гродненским клубом уроженец Мурманска шесть раз завоевывал Кубок Президента, дважды становился обладателем Кубка Салея, выигрывал Континентальный кубок. Форвард выступал за «Неман» практически на протяжении всей своей карьеры, проведя лишь два сезона в составе Динамо (Молодечно). Сезон 2020/21 форвард полностью пропускал из-за дисквалификации.
- В экстралиге Лисичкин провел 960 матчей, записав на свой счет 645 (242+403) очков.
- В июле 2021 года объявил о завершении игровой карьеры.
- В июле 2022 года вошёл в тренерский штаб Немана[2].